# Centro Comercial Dalma Garden
El Centro Comercial Dalma Garden (en armenio: Դալմա Գարդեն Մոլ)  es un centro comercial cerrado situado cerca de la colina Tsitsernakaberd en la capital de Armenia, la ciudad de Ereván. Es el primer centro comercial construido en ese país. El proyecto fue anunciado en 2009,  y el centro comercial abrió sus puertas en octubre de 2012. El centro comercial fue construido por el grupo Tashir, que está dirigido por Samvel Karapetian. El presidente Serzh Sarkisian asistió a la ceremonia de apertura.  Un hipermercado Carrefour estaba planeado,  que sería el primero en el país, al parecer no se concretó en febrero de 2013 debido a problemas de corrupción política, porque el negocio de importación del político Samvel Aleksanyan se vería perjudicada por la competencia. 